# Vale luzernevlinder
De vale luzernevlinder (Colias nastes) is een dagvlinder uit de familie Pieridae, de witjes.

## Verspreiding
De soort komt voor in het noorden van Noorwegen en Zweden en ook zeer zeldzaam in het noorden van Finland. In Europa geldt de soort als kwetsbaar, voornamelijk door overbegrazing door rendieren, die bij voorkeur van de waardplanten van de vale luzernevlinder eten. Buiten Europa komt de soort ook in Noord-Amerika voor, in Alaska, Canada, de Rocky Mountains, Washington, Montana en op Groenland. In Azië komt de soort voor in het Altajgebergte in het grensgebied van Rusland, China, Mongolië en Kazachstan, de Sajan, het noorden van Siberië en het schiereiland Tsjoekotka.

## Levenswijze
Als waardplant worden bij voorkeur planten uit het geslacht Astragalus gebruikt, vooral Astragalus alpinus en Astragalus frigidus. In Noord-Amerika is ook witte klaver (Trifolium repens) bekend als waardplant en mogelijk worden doornaast ook bosbessoorten (vaccinium) gebruikt. De soort kan zowel als volgroeide rups als als pop overwinteren en poppen overwinteren soms tweemaal om pas na de tweede winter uit te komen.
De vliegtijd is afhankelijk van de locatie in mei, juni, juli en begin augustus.

## Biotoop
De vlinder leeft in Europa vooral in moerassen en alpiene graslanden, op plaatsen waar voldoende berken aanwezig zijn. In Noord-Amerika en Rusland komt de soort ook in polaire en alpine toendra voor.